# Parc Nacional Buila-Vânturarița
El Parc Nacional Buila-Vânturarița (en romanès: Parcul Naţional Buila-Vânturariţa) (parc nacional categoria II UICN) és una zona protegida situada a Romania, a la part centre-nord del comtat de Vâlcea, al territori administratiu de les localitats Costeşti, Bărbăteşti i Băile Olăneşti.

## Ubicació
El parc nacional Buila-Vânturarița es troba a la part central-nord del comtat de Vâlcea a les muntanyes Căpățânii (grup inclòs a les muntanyes Parâng, un subgrup de muntanyes dels Carpats del Sud).

## Descripció
Buila-Vânturarița compta amb una superfície de 4.186 ha va ser declarada zona natural protegida per la Decisió del Govern núm. 2151 el 2004 (publicada al document oficial romanès núm. 38 el 12 de gener de 2005) i representa una zona muntanyosa amb flora i fauna específica dels Carpats del Sud.
Zones protegides incloses al parc: Museu Trovant, bosc Călinești-Brezoi, bosc Valea Cheii, Rădița-Mânzu, muntanya Stogu, cova Arnăuți, cova Clopot, cova Munteanu-Murgoci, cova Pagoda, cova Valea Bistrița.

## Flora i fauna
La flora i la fauna del parc són diverses, moltes de les espècies estan protegides per convencions internacionals.

### Flora

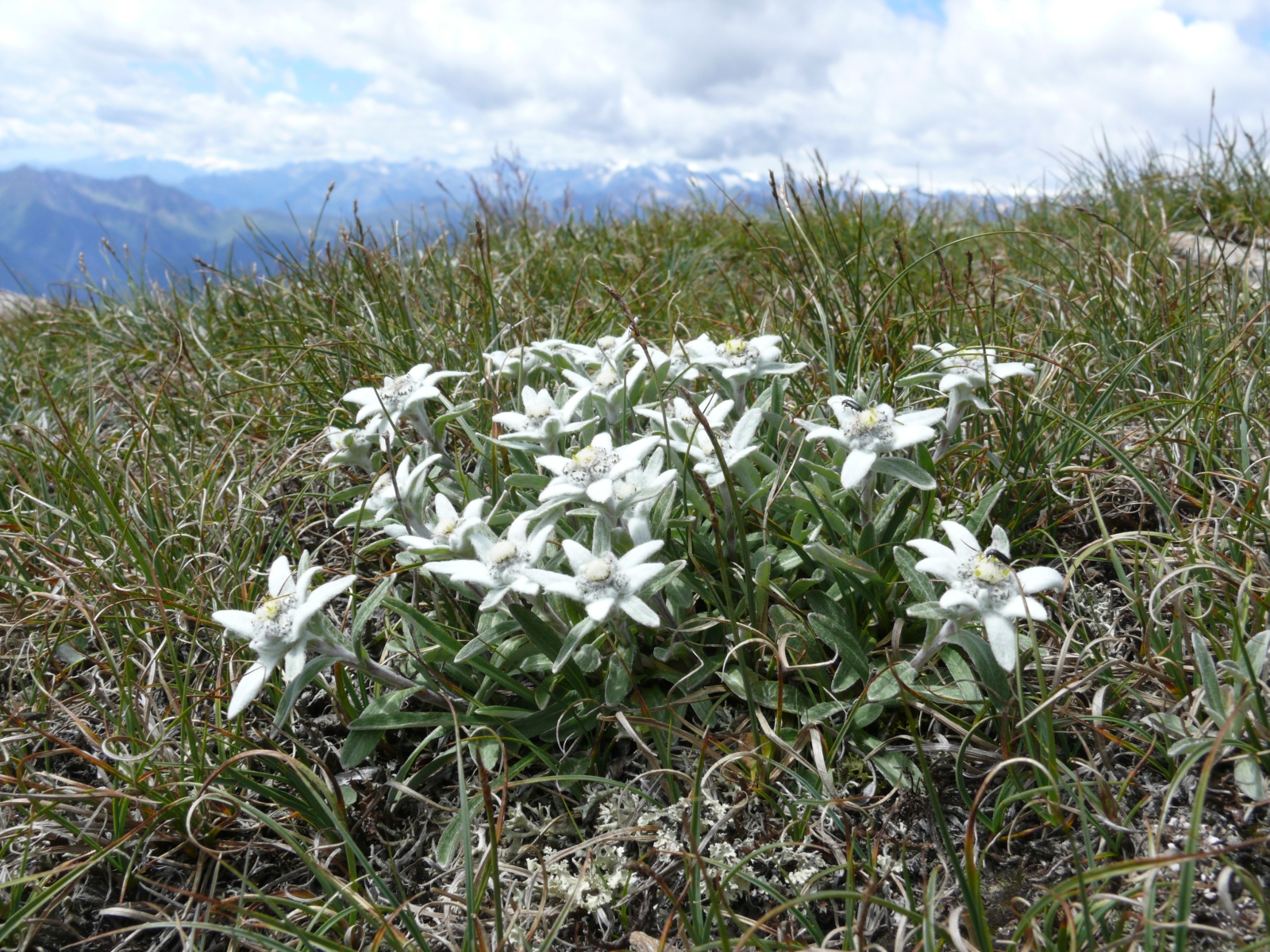
Leontopodium alpinum

Les plantes llenyoses consten de: roure anglès (Quercus robur), faig europeu (Fagus sylvatica), freixe europeu (Fraxinus excelsior), pi (Pinus), avet noruec (Picea abies), avet (Abies), teix europeu (Taxus baccata), Pi roig (Pinus sylvestris), til·ler (Tilia), bedoll (Betula) i espècies d’ arbusts: pi de muntanya (Pinus mugo), sabina (Juniperus sabina) o ginebre comú (Juniperus communis).
Herbes: Edelweiss (Leontopodium alpinum), sabatilla de dama (Cypripedium calceolus), campanella de muntanya (Campanula alpina), monkshood groc (Aconitum anthora), belladona (Atropa belladonna), ligularia (Ligularia sibirica), dors oxidat (Asplenium ceterach), anemona groga (Anemone ranunculoides), flor de globus (Trollius europaeus), flor de vent (Anemone nemorosa), martagon (Lilium martagon), centaurea (Centaurea atropurpurea), daphne (Daphne mezereum)

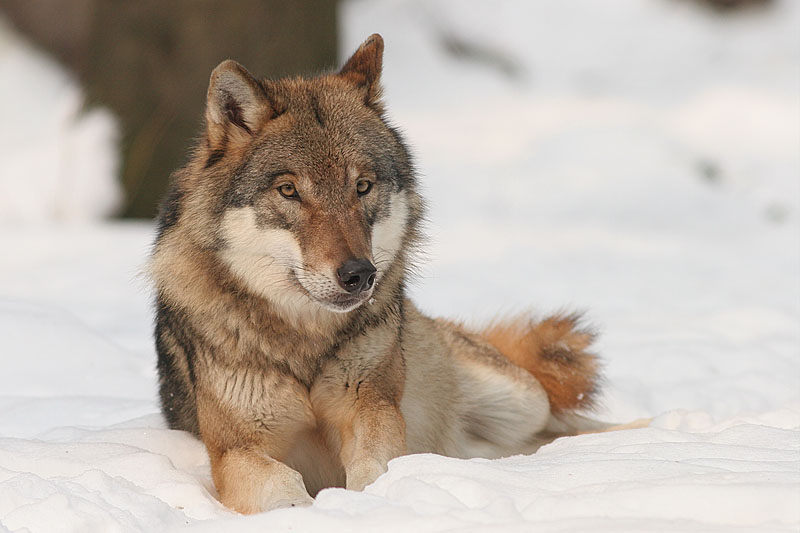
Llop gris (Canis lupus)

### Fauna

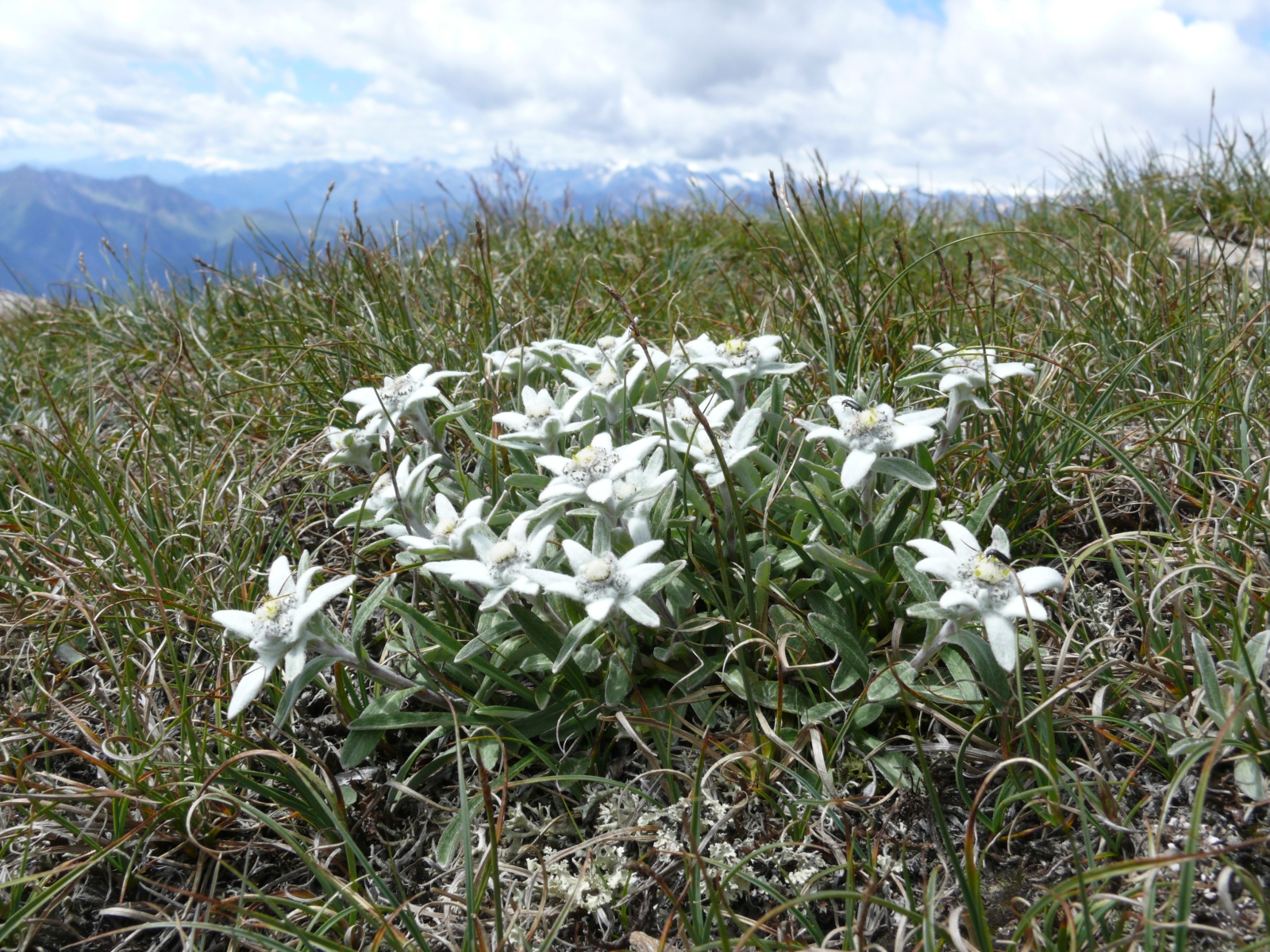
Leontopodium alpinum

Espècies de mamífers: cérvol (Cervus epaphus), os bru (Ursus arctos), isard (Rupicapra rupicapra), cabirol (Capreolus capreolus), llop euroasiàtic (Canis lupus), senglar (Sus scrofa), linx (Lynx linx), marts (Martes martes), esquirol (Sciurus vulgaris), teixó (Meles meles), barbastelle (Barrbastella barbastellus), ratpenat d'orella de ratolí menor (Myotis blythii), ratpenat d'orella llarga marró (Plecotus auritus);
Espècies d'ocells: gall fer (Tetrao urogallus), blat de moro (Oenanthe leucopyga), estel vermell (Milvus milvus), falcó de peu vermell (Falco vespertinus), motacilla blanca (Motacilla alba), camarot europeu (Caprimulgus europaeus), bunting de roca (Emberiza cia), àguila petita (Aquila pomarina), muralla (Tichodroma muraria), puput (Upupa epops),
Rèptils, amfibis i granotes: llangardaix verd (Lacerta viridis), viver europeu comú (Vipera berus), serp llisa (Coronella austriaca), salamandra de foc (Salamandra salamandra), tritó alpí (Triturus alpestris), gripau comú (Bufo bufo), gripau de ventre groc (Bombina variegata) o granota comuna (Rana temporaria).

## Accés
- Ruta europea E81 București - Corbii Mari - Piteşti - Morărești - Râmnicu Vâlcea - carretera nacional DN64 - Vlăduceni - Valea Cheii - carretera comarcal DJ654 - Cheia
- Carretera nacional (DN7) Sibiu - Tălmaciu - Câinenii Mari - Călinești - carretera nacional DN7A - Brezoi - Llac Brădișor.

## Galeria

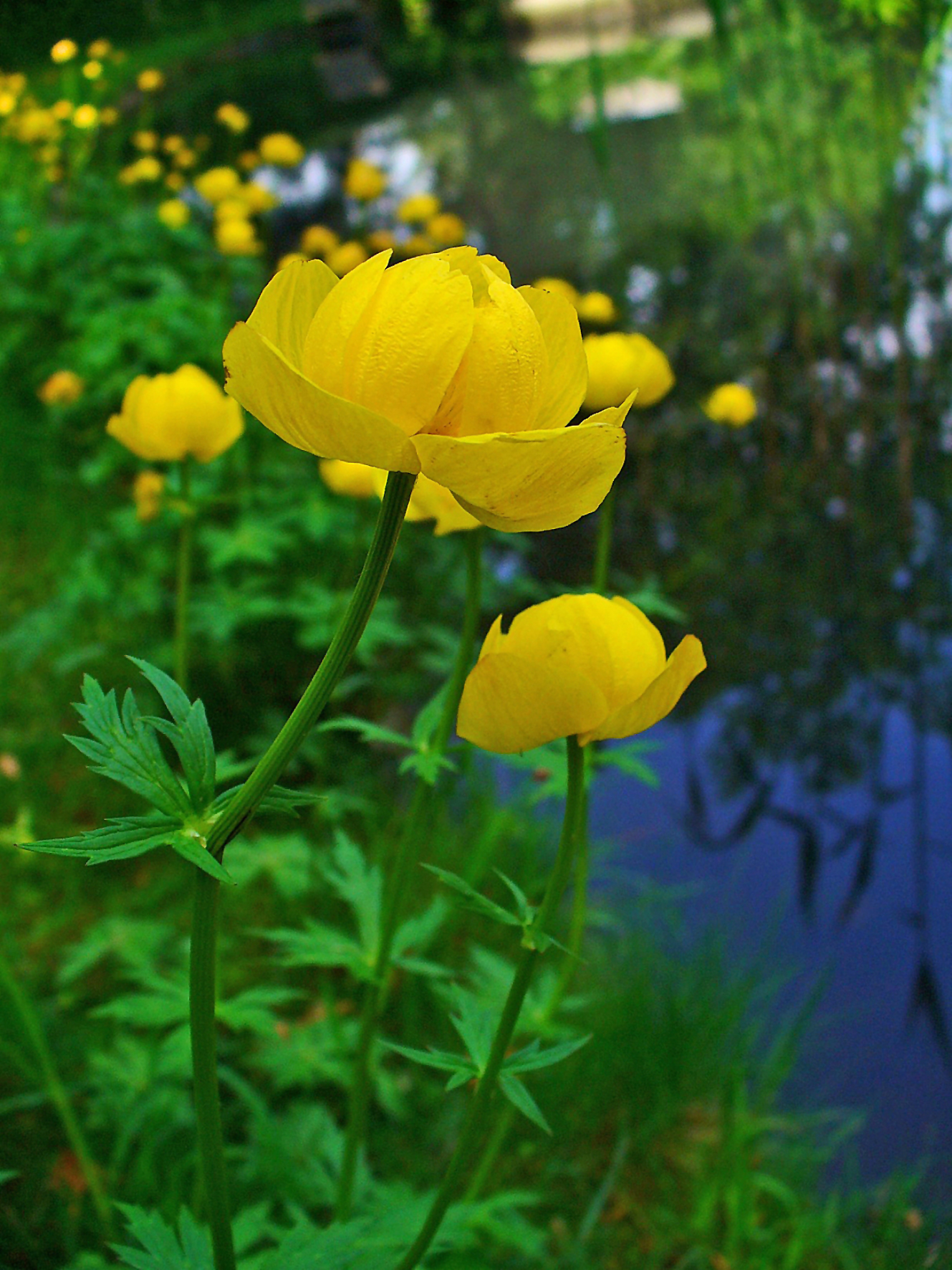
flor-globus
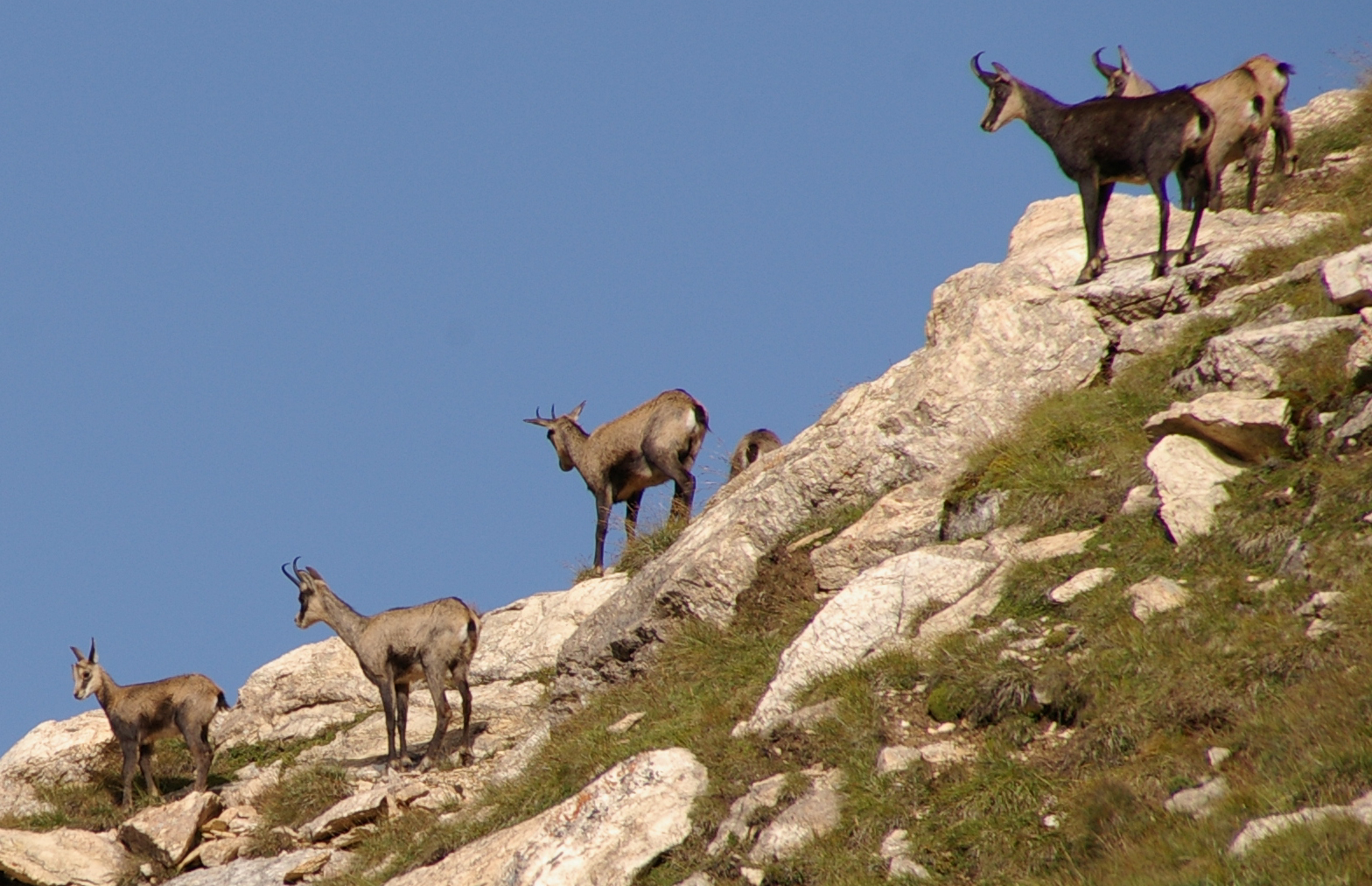
Rupicapra rupicapra
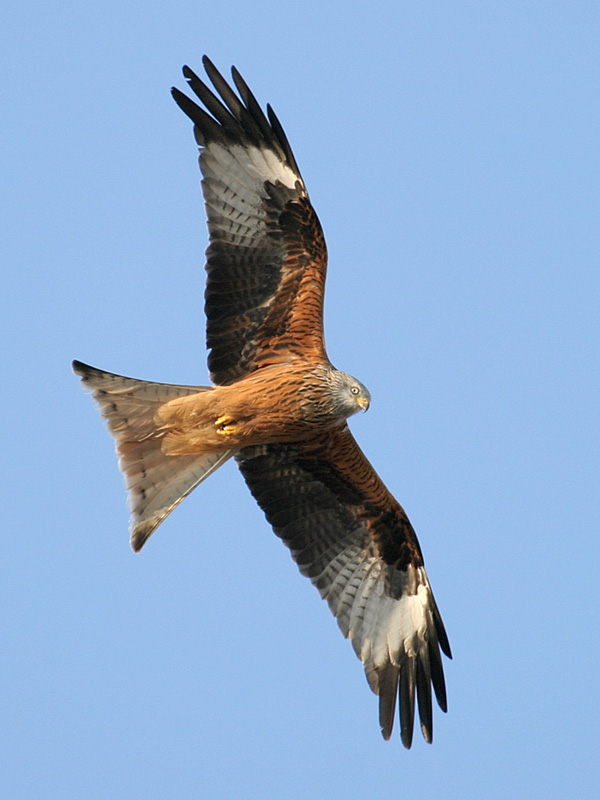
Milvus milvus